# Executive Residence
L'Executive Residence (traducibile in italiano come Residenza Esecutiva) è l'edificio centrale del complesso della Casa Bianca, è situato tra l'ala est e l'ala ovest. L'edificio, costruito tra il 1792 e il 1800, ospita il Presidente degli Stati Uniti e la sua famiglia. 
È composto da tre piani principali: il piano terra, il piano di stato e il secondo piano. Ad essi si aggiungono poi: un terzo piano che ospita un solarium ed alcune camere e sale ricreative per la famiglia presidenziale; e due seminterrati, realizzati durante la ricostruzione voluta dal presidente Truman tra il 1948 e il 1952, che contengono aree di servizio e stoccaggio ed un rifugio per il presidente e la sua famiglia.

## Piani

### Livello inferiore
Il livello inferiore (in inglese Sub Basement Lower Level, letteralmente "livello inferiore sotto il basamento") è stato aggiunto nel 1948, nel corso della ristrutturazione voluta dall'allora presidente Truman, e contiene gli impianti per l'aria condizionata e per l'addolcimento dell'acqua. Inoltre, le aree di controllo e i commutatori statici, qui situati, si estendono verso l'alto nel mezzanino soprastante. 
Contiene anche grandi aree di stoccaggio, un impianto di riscaldamento, una sala di controllo dell'aria, adiacente alla sala dell'aria condizionata, e sale di riposo nell'angolo sud-ovest. Ci sono anche tre ascensori, un inceneritore, una lavanderia e un dentista.

### Mezzanino
Il mezzanino (in inglese Sub Basement Mezzanine, letteralmente "mezzanino sotto il basamento"), anch'esso aggiunto nel 1948, possiede diverse aperture nel pavimento per i grandi macchinari e per le tubazioni che provengono dal livello inferiore. Queste aperture sono utilizzate per l'aria condizionata, per i commutatori statici e anche per l'addolcitore, che è situato immediatamente a sud dell'impianto di condizionamento dell'aria, sotto il portico sud. Oltre a queste aree, il mezzanino contiene aree di stoccaggio, lavapiatti ed una Fan room nell'angolo nord-ovest.

### Piano terra

Pianta del piano terra.

Pianta del piano di stato.

Pianta del secondo piano.

Originariamente creato come area per la cucina, la lavanderia e il riscaldamento, il piano terra (in inglese Ground Floor) è stato ricostruito prima nel 1902, durante l'amministrazione di Theodore Roosevelt, e poi durante l'amministrazione Truman tra il 1948 e il 1952. Oggi ospita diverse stanze come la Diplomatic Reception Room, la Biblioteca, la China Room, la Map Room, e la Vermeil Room. Nonostante ciò continua ad ospitare anche varie attività domestiche: la cucina e la dispensa si trovano infatti su questo piano, insieme con l'ufficio del curatore della Casa Bianca e con l'ufficio del medico della Casa Bianca.
Questo piano è allo stesso livello del seminterrato, che si estende sotto il portico nord ed oltre. La parte occidentale è in linea con la parete della Palm Room, e la parte orientale è in linea con la parete del Visitor's Foyer. Ospita tra l'altro: il negozio di fiori, la falegnameria, e la pista da bowling. Quest'ultima è situata al centro del piano, in direzione nord-sud. Inoltre tra il 1948 e il 1952, nell'ambito della ricostruzione voluta dal presidente Truman, l'angolo nord-est del seminterrato è stato esteso più a nord, per poter contenere trasformatori e aspiratori d'aria.

### Piano di stato
Il piano di stato (in inglese State Floor) viene generalmente utilizzato per intrattenimenti e cerimonie ufficiali. Tra le stanze di questo piano ricordiamo: l'Entrance Hall, la Cross Hall, l'East Room, la Green Room, la Blue Room, la Red Room, la State Dining Room e la Family Dining Room.

### Secondo piano
Il secondo piano (in inglese Second Floor) contiene gli appartamenti e la cucina per il presidente e la sua famiglia. Alcune di queste camere sono utilizzati per incontri ufficiali, ma la maggior parte di esse sono riservate a uso privato. I residenti possono scegliere da un menù settimanale proposto dallo chef della Casa Bianca. Il governo paga per le cene di Stato e per gli altri incontri ufficiali, è invece il presidente a pagare il cibo che lui, la sua famiglia, e i suoi ospiti consumano; il conto alto per il cibo spesso stupisce i nuovi inquilini. Sul piano sono situate le seguenti camere: la Yellow Oval Room, la Treaty Room, la President's Dining Room, la Lincoln Bedroom, la Lincoln Sitting Room, la Queens' Bedroom, la Queens' Sitting Room, la Central Hall, l'East Sitting Hall e la West Sitting Hall. Il Truman Balcony si trova anche su questo piano. Quattro camere da letto e uno spogliatoio sono riservate al solo presidente. Diversi presidenti hanno utilizzato varie stanze come loro camera da letto. Quella che oggi è conosciuta come President's Bedroom è stata tradizionalmente usata come camera da letto della First Lady, anche se questa era in origine la camera da letto di Abraham Lincoln; molti presidenti hanno inoltre usato ciò che oggi è chiamata Private Sitting Room come loro camera da letto.

### Terzo piano
Durante una ristrutturazione del 1927 la soffitta della Casa Bianca è stata ricostruita in un terzo piano (in inglese Third Floor). Il piano è stato poi ulteriormente ampliato con la ricostruzione voluta dal presidente Truman ricostruzione ed oggi ospita 20 camere, 9 bagni e una salone ed è circondata da una passeggiata all'aperto sul tetto. Questo piano era usato una volta per le camere da letto del personale, tuttavia attualmente il personale non vive alla Casa Bianca. Il terzo piano ospita una veranda in cima al portico sud con vista sul prato sud, una sala musica, una sala ginnastica, una sala giochi e camere per la famiglia del presidente. Generalmente i funzionari in visita alloggiano nelle camere da letto di stato al secondo piano mentre i capi di stato stranieri presso la Blair House.